# Paweł Klecki
Paweł Klecki, również jako Paul Kletzki (ur. 21 marca 1900 w Łodzi, zm. 5 marca 1973 w Liverpoolu) – polsko-szwajcarski dyrygent i kompozytor żydowskiego pochodzenia.

## Życiorys
Naukę gry na skrzypcach rozpoczął w wieku 9 lat. Jego pierwszą nauczycielką była Róża Schindler-Süss. W wieku 15 lat występował na otwarciu Łódzkiej Orkiestry Symfonicznej. W czasie I wojny światowej walczył na froncie. W latach 1915–1919 grał w Łódzkiej Orkiestrze Symfonicznej, jednocześnie studiując kompozycję u Juliusza Wertheima i dyrygenturę u Emila Młynarskiego. Ponadto od 1918 do 1921 roku studiował filozofię na Uniwersytecie Warszawskim. Wziął udział w wojnie polsko-radzieckiej w latach 1920–1921.
Studia muzyczne kontynuował od 1921 roku w Berlinie, gdzie kontynuował naukę u Juliusza Wertheima oraz Friedricha Ernsta Kocha (teoria muzyki) w Hochschule für Musik. W 1923 roku miał miejsce jego debiut jako dyrygenta, a od 1925 dyrygował Berlińską Orkiestrą Filharmoniczną i innymi orkiestrami niemieckimi. W 1933 roku wyemigrował z Niemiec i wyjechał do Włoch, gdzie uczył kompozycji i orkiestracji w Scuola Superiore di Musica w Mediolanie. W latach 1937–1938 był dyrygentem orkiestry Filharmonii w Charkowie. W roku 1939 zamieszkał w Szwajcarii, której obywatelstwo przyjął w 1947 roku. W 1940 rozpoczął współpracę z Orchestre de la Suisse Romande w Genewie, w 1943 objął kierownictwo festiwali muzycznych w Lozannie.
W roku 1946, w związku z zaproszeniem Arturo Toscaniniego, brał udział w koncertach uświetniających otwarcie po wojnie Teatro alla Scala (dyrygował m.in. Uwerturą Antoniego Szałowskiego), a w 1947 roku zadebiutował w Londynie dyrygując London Philharmonic Orchestra. W latach 1954–1955 dyrygował Royal Liverpool Philharmonic Orchestra. Koncertował w Europie (m.in. w 1955 z Israel Philharmonic Orchestra) i Ameryce Południowej. Od roku 1958 w Stanach Zjednoczonych prowadził najpierw Philadelphia Orchestra, a od 1958 do 1963 Dallas Symphony Orchestra. W latach 1964–1966 zajmował podobne stanowisko w Bernie, a w latach 1966–1970 był dyrektorem generalnym Orchestre de la Suisse Romande. Koncertował również w Polsce z Orkiestrą Filharmonii Narodowej oraz z Wielką Orkiestrą Symfoniczną Polskiego Radia.
Napisał ok. 30 utworów, w tym trzy symfonie, dwa koncerty (skrzypcowy, fortepianowy). Utwory te były wykonywane, lecz poświęcił się głównie dyrygenturze.
Zmarł podczas próby z Royal Liverpool Philharmonic Orchestra.
W 2023 roku w Muzeum Miasta Łodzi zrealizowano wystawę poświęconą Kleckiemu pt. „Paweł Klecki i muzyka Łodzi”.

## Ważniejsze kompozycje
- Kwartet smyczkowy a-moll op. 1 (1923)
- Cztery pieśni op. 2 na głos i fortepian (1923)
- Trzy pieśni nocne op. 3 na głos i fortepian (1923)
- Trzy preludia op. 4 na fortepian (1923)
- Trzy pieśni op. 6 na głos i fortepian (1923)
- Sinfonietta e-moll op. 7 na orkiestrę (1923)
- Fantazja c-moll op. 9 na fortepian (1924)
- Kwartet smyczkowy nr 2 c-moll op. 13 (1925)
- Osiem pieśni op. 15 na głos i fortepian (1926)
- Trio fortepianowe D-dur op. 16 (1926)
- Symfonia d-moll op. 17 na orkiestrę (1927)
- Symfonia nr 2 g-moll op. 18 na głos i orkiestrę (1927)
- Koncert skrzypcowy op. 19 (1928)
- Wariacje orkiestrowe op. 20 (1929)
- Introduction und Rondo op. 21 na skrzypce i fortepian (1930)
- Koncert fortepianowy op. 22 (1930)
- Kwartet smyczkowy nr 3 d-moll op. 23 (1931)
- Capriccio op. 24 na orkiestrę (1931)
- Muzyka koncertowa op. 25 na orkiestrę (1932)
- Sonata skrzypcowa op. 26 (1933)
- Mała partita op. 27 na fortepian (1933)
- Trio smyczkowe op. 29 (1934)
- Suita liryczna op. 30 na orkiestrę (1938)
- Symfonia nr 3 op. 31 na orkiestrę (1939)
- Trio na flet, skrzypce i wiolonczelę op. 32 (1940)
- Concertino op. 34 na orkiestrę (1940)
- Wariacje na temat E. Jacques Dalcroze’a op. 37 na orkiestrę (1940)

Źródło: Instytut Adama Mickiewicza.